# Joseph Forte
Joseph Xavier Forte (Atlanta, 23 marzo 1981) è un ex cestista statunitense, professionista nella NBA, in Europa e in Asia.

## Carriera
Dopo il periodo universitario viene scelto al draft NBA 2001 con la 21ª scelta dai Boston Celtics, con cui debutta in NBA. Il 22 luglio 2002 viene ufficialmente scambiato, insieme ai compagni Kenny Anderson e Vitalij Potapenko, ai Seattle SuperSonics in cambio di Vin Baker e Shammond Williams. Al termine della stagione viene scartato dalla dirigenza dei Sonics anche a causa di alcuni problemi con la giustizia, tra cui un arresto per possesso di droga e armi ed una successiva accusa di aggressione ai danni di un giocatore di football americano. In queste due stagioni nella NBA, Forte fa registrare le medie partita di 1,2 punti e 0,7 assist, faticando nella transizione dal ruolo naturale di guardia tiratrice a quello di playmaker. Non riuscendo a trovare un nuovo contratto in NBA, si sposta agli Asheville Altitude in D-League, ovvero la lega di sviluppo della NBA stessa.
Nel 2005 sbarca in Europa firmando un contratto coi greci dell'Apollon Patrasso. Un anno più tardi arriva l'ingaggio da parte della Montepaschi Siena, con cui vince uno scudetto da protagonista. Dopo metà stagione trascorsa in Russia all'UNICS Kazan', si trasferisce alla Fortitudo Bologna dove disputa i play-off. Nel 2008-09 è ancora alla Fortitudo, ma la sua sregolatezza lo porta ad essere tagliato dopo appena due giornate di campionato, nonostante all'esordio avesse segnato 33 punti. Poco più tardi, nel dicembre 2008, si accasa a Udine salvo poi rescindere il contratto (a squadra già retrocessa) ai primi di maggio del 2009, per motivi personali. L'8 gennaio 2010 viene invece ufficializzato il suo ingaggio da parte della Nuova Pallacanestro Pavia, squadra militante nel campionato di Legadue. Dopo una stagione di grandi difficoltà, Pavia riesce a salvarsi all'ultima giornata battendo Brindisi, 1ª in classifica e già promossa in Serie A. In questa partita Forte mette a referto 27 punti, 5 rimbalzi, 3 assist, 2 stoppate e 7 palle rubate. Il 20 agosto 2010 viene messo sotto contratto dalla Carmatic Pistoia.
Dopo il precampionato 2011-12 trascorso con la Montepaschi Siena ed un provino svolto con gli israeliani dell'Ironi Ashkelon, Forte va a giocare nel campionato iraniano nel gennaio 2012.

## Palmarès

### Squadra
- Campione NBDL: 1

2004-05
- Campionato italiano: 1

Mens Sana Siena: 2006-07

### Individuale
- McDonald's All-American Game (1999)
- NCAA AP All-America First Team (2001)